# Susann Thiede
Susann Thiede (* 1963 in Ost-Berlin) ist eine deutsche Schauspielerin und Theaterregisseurin.

## Leben
Als Tochter der Schauspielerin Angelika Waller geboren, studierte Susann Thiede von 1984 bis 1988 an der Hochschule für Schauspielkunst „Ernst Busch“ Berlin. Danach war sie bis 1992 am Mecklenburgischen Staatstheater Schwerin engagiert, anschließend wechselte sie an das Staatstheater Cottbus, dessen Ensemble sie bis heute angehört.
Thiede spielte unter anderem die Titelrolle in Lutz Hübners Stück Frau Müller muss weg!, sie war die Klytaimnestra in Aischylos’ Orestie, Frau John in Gerhart Hauptmanns Ratten und Toinette im Eingebildeten Kranken von Molière. Weitere Stücke unter Thiedes Mitwirkung waren Arthur Millers Hexenjagd, Die spanische Fliege von Arnold und Bach oder Emilia Galotti von Gotthold Ephraim Lessing. Bekannte Regisseure, mit denen sie zusammenarbeitete, waren neben anderen Alejandro Quintana, Katja Paryla und Christoph Schroth. Selber führt Thiede in Cottbus auch Regie, wo sie 2011 mit dem Max-Grünebaum-Preis für besondere künstlerische Leistungen ausgezeichnet wurde.
Hauptsächlich als Bühnenschauspielerin arbeitend, hat Susann Thiede in der Vergangenheit hin und wieder vor der Kamera gestanden und war als Hörspielsprecherin tätig. Thiede ist ebenfalls Mutter einer Tochter, Lucie Thiede, die auch den Beruf von Großmutter und Mutter ergriffen hat.

## Filmografie
- 1987: Polizeiruf 110 – Zwei Schwestern
- 1988: Polizeiruf 110 – Der Mann im Baum
- 1990: König Phantasios
- 1990: So schnell es geht nach Istanbul
- 1990: Wilhelm Tell
- 1990: Die letzte Nacht zum Fürchten
- 1991: Der Hut
- 1991: Feuerwache 09
- 1991: Ein Elefant im Krankenhaus
- 1996: Achterbahn – Freundin wider Willen

## Hörspiele (Auswahl)
- 1992: Gespräche mit Sündern – Autor: Jochen Hauser – Regie: Walter Niklaus
- 1992: Christoph Kolumbus oder Die Entdeckung Amerikas – Autoren: Walter Hasenclever und Kurt Tucholsky – Regie: Walter Niklaus
- 1993: Ein Mond für Prinzessin Leonore – Autor: James Thurber – Regie: Walter Niklaus
- 1993: Pygmalion – Autor: George Bernard Shaw – Regie: Klaus Zippel
- 1995: Inspektor Jury spielt Domino – Autorin. Martha Grimes – Regie: Hans Gerd Krogmann
- 1996: Dacia Maraini: Stimmen – Regie: Götz Fritsch (Produktion: WDR)
- 1997: Der Graf von Monte Christo – Autor: Alexandre Dumas – Regie: Walter Niklaus
- 1998: Gilgi – eine von uns – Autorin: Irmgard Keun – Regie: Barbara Plensat
- 2002: Prometheus – Autor: Franz Fühmann – Regie: Hans Gerd Krogmann
- 2003: Unter dem Milchwald – Autor: Dylan Thomas – Regie: Götz Fritsch